# Wysszaja liga (1993)
Rozgrywki rosyjskiej pierwszej ligi w sezonie 1993 były drugimi w historii rosyjskiej pierwszej ligi. Rozpoczęły się w marcu 1993 roku, zakończyły się natomiast w listopadzie 1993 roku. W rozgrywkach wzięło udział osiemnaście drużyn, w tym trzy, które awansowały z drugiej ligi – Żemczużyna Soczi, KAMAZ Nabierieżnyje Czełny i Łucz-Energia Władywostok. Po sezonie ligę zmniejszono do szesnastu drużyn. Mistrzowski tytuł wywalczyła drużyna Spartaka Moskwa. Królem strzelców ligi został Wiktor Panczenko z KAMAZu Nabierieżnyje Czełny, który zdobył 21 goli.

## Drużyny
| Drużyna         | Miasto               | Stadion                               | Pojemność | Pozycja w 1992 |
| --------------- | -------------------- | ------------------------------------- | --------- | -------------- |
| Asmarał         | Moskwa               | Stadion Moskwicz                      | 12,000    | 7.             |
| CSKA            | Moskwa               | Łużniki                               | 84,745    | 5.             |
| Dinamo          | Moskwa               | Stadion Dinamo                        | 36,540    | 3.             |
| Dinamo          | Stawropol            | Stadion Dinamo                        | 16,000    | 15.            |
| KAMAZ           | Nabierieżnyje Czełny | Stadion KAMAZ                         | 10,000    | D1 Centr., 1.  |
| Krylja Sowietow | Samara               | Stadion Metałłurg                     | 33,220    | 14.            |
| Lokomotiw       | Moskwa               | Stadion Lokomotiwu                    | 28,800    | 4.             |
| Lokomotiw       | Niżny Nowogród       | Stadion Lokomotiw                     | 17,765    | 6.             |
| Łucz-Energia    | Władywostok          | Stadion Dinamo                        | 10,000    | D1 Wsch., 1.   |
| Okiean          | Nachodka             | Stadion Wodnik                        | 17,000    | 13.            |
| Rostsielmasz    | Rostów nad Donem     | Stadion Olimp-2                       | 17,000    | 8.             |
| Rotor           | Wołgograd            | Stadion Centralny                     | 38,000    | 12.            |
| Spartak         | Moskwa               | Łużniki                               | 84,745    | 1.             |
| Spartak         | Władykaukaz          | Republikański Stadion Spartak         | 32,464    | 2.             |
| Tiekstilszczik  | Kamyszyn             | Stadion Tekstilszczik                 | 10,000    | 10.            |
| Torpedo         | Moskwa               | Łużniki                               | 84,745    | 11.            |
| Urałmasz        | Jekaterynburg        | Stadion Urałmasz                      | 13,000    | 9.             |
| Żemczużyna      | Soczi                | Stadion Centralny im. Sławy Metreweli | 12,000    | D1 Zach., 1.   |

## Tabela
| Lp. | Drużyna                    | M  | Z  | R  | P  | Bramki | Bramki | Różn. | Pkt | Uwagi                                   |
| --- | -------------------------- | -- | -- | -- | -- | ------ | ------ | ----- | --- | --------------------------------------- |
| 1   | Spartak Moskwa             | 34 | 21 | 11 | 2  | 81     | 18     | +63   | 53  | Liga Mistrzów UEFA • Faza grupowa       |
| 2   | Rotor Wołgograd            | 34 | 17 | 8  | 9  | 56     | 35     | +21   | 42  | Puchar UEFA • 1/32 finału               |
| 3   | Dinamo Moskwa              | 34 | 16 | 10 | 8  | 65     | 38     | +27   | 42  | Puchar UEFA • 1/32 finału               |
| 4   | Tiekstilszczik             | 34 | 14 | 11 | 9  | 45     | 34     | +11   | 39  | Puchar UEFA • 1/32 finału               |
| 5   | Lokomotiw Moskwa           | 34 | 14 | 11 | 9  | 45     | 29     | +16   | 39  |                                         |
| 6   | Spartak Władykaukaz        | 34 | 16 | 6  | 12 | 49     | 45     | +4    | 38  |                                         |
| 7   | Torpedo Moskwa             | 34 | 15 | 8  | 11 | 35     | 40     | −5    | 38  |                                         |
| 8   | Urałmasz Jekaterynburg     | 34 | 16 | 4  | 14 | 51     | 52     | −1    | 36  |                                         |
| 9   | KAMAZ Nabierieżnyje Czełny | 34 | 12 | 6  | 16 | 45     | 53     | −8    | 30  |                                         |
| 10  | CSKA Moskwa                | 34 | 12 | 6  | 16 | 43     | 45     | −2    | 30  | Puchar Zdobywców Pucharów • 1/16 finału |
| 11  | Lokomotiw Niżny Nowogród   | 34 | 12 | 6  | 16 | 34     | 49     | −15   | 30  |                                         |
| 12  | Dinamo Stawropol           | 34 | 11 | 8  | 15 | 39     | 49     | −10   | 30  |                                         |
| 13  | Żemczużyna                 | 34 | 10 | 10 | 14 | 52     | 62     | −10   | 30  |                                         |
| 14  | Krylia Sowietow Samara     | 34 | 9  | 12 | 13 | 37     | 47     | −10   | 30  | Kwalifikacja do turnieju barażowego     |
| 15  | Łucz-Eniergija             | 34 | 11 | 7  | 16 | 29     | 56     | −27   | 29  | Kwalifikacja do turnieju barażowego     |
| 16  | Okiean                     | 34 | 10 | 8  | 16 | 28     | 40     | −12   | 28  | Kwalifikacja do turnieju barażowego     |
| 17  | Rostselmasz                | 34 | 8  | 12 | 14 | 35     | 52     | −17   | 28  | Spadek do Pierwszej Dywizji             |
| 18  | Asmarał                    | 34 | 7  | 6  | 21 | 28     | 53     | −25   | 20  | Spadek do Pierwszej Dywizji             |

Rostselmasz and Asmarał spadły bezpośrednio do niższej ligi. Krylja Sowietow, Łucz-Energia oraz Okien zagrały ze zwycięzcami trzech stref II ligi w turnieju, który wyłonił trzy drużyny do gry w I lidze i trzy, które w następnym sezonie zagrają w II lidze.

### Turniej barażowy
| Lp | Drużyna                  | M | W | R | P | G    | +/- | Punkty |
| -- | ------------------------ | - | - | - | - | ---- | --- | ------ |
| 1. | Krylja Sowietow Samara   | 5 | 3 | 1 | 1 | 10-8 | +2  | 7      |
| 2. | Łada Togliatti           | 5 | 2 | 3 | 0 | 8-3  | +5  | 7      |
| 3. | Dinamo-Gazowik Tiumeń    | 5 | 3 | 0 | 2 | 8-5  | +3  | 6      |
| 4. | Łucz-Energia Władywostok | 5 | 2 | 2 | 1 | 11-9 | +2  | 6      |
| 5. | Czernomoriec Noworosyjsk | 5 | 1 | 1 | 3 | 7-10 | -3  | 3      |
| 6. | Okiean Nachodka          | 5 | 0 | 1 | 4 | 5-14 | -9  | 1      |

| Oznaczenia                  |
| --------------------------- |
| kwalifikacja do I ligi 1994 |
| kwalifikacja do II ligi     |

## Najlepsi strzelcy
21 goli
- Wiktor Panczenko (KAMAZ)

19 goli
- Oleg Wierietiennikow (Rotor)

18 goli
- Władimir Biesczastnych (Spartak M.)

16 goli
- Igor Simutienkow (Dinamo M.)

14 goli
- Michaił Marchiel (Spartak W.)
- Nikołaj Pisariew (Spartak M.)
- Nazim Süleymanov (Spartak W.)

13 goli
- Gocza Gogricziani (Żemczużyna)
- / Vladimir Niederhaus (Rotor)
- Walerij Karpin (Spartak M.)

## Wyróżnienia
33 najlepszych piłkarzy ligi za sezon 1993:
Bramkarze
1. Siergiej Owczinnikow (Lokomotiw M.)
2. Zaur Chapow (Spartak W.)
3. Andriej Samorukow (Tekstilszczik)

Prawi obrońcy
1. Dmitrij Chlestow (Spartak M.)
2. Ramiz Mamiedow (Spartak M.)
3. Aleksandr Szmarko (Rotor)

Prawi-środkowi obrońcy
1. Jurij Nikiforow (Spartak M.)
2. Władimir Gieraszczenko (Rotor)
3. Siergiej Podpały (Lokomotiw M.)

Lewi-środkowi obrońcy
1. Wiktor Onopko (Spartak M.)
2. Andriej Afanasjew (Torpedo)
3. Siergiej Timofiejew (Dinamo M.)

Lewi obrońcy
1. Andriej Iwanow (Spartak M.)
2. Aleksiej Arifullin (Lokomotiw M.)
3. Jurij Kowtun (Dinamo M.)

Prawi pomocnicy
1. Walerij Karpin (Spartak M.)
2. Igor Simutienkow (Dinamo M.)
3. Oleg Stogow (Rotor)

Prawi-środkowi pomocnicy
1. Andriej Piatnicki (Spartak M.)
2. Aleksiej Kosołapow (Lokomotiw M.)
3. Dienis Klujew (Asmarał)

Lewi-środkowi pomocnicy
1. Omari Tetradze (Dinamo M.)
2. Igor Lediachow (Spartak M.)
3. Nazim Süleymanov (Spartak W.)

Lewi pomocnicy
1. Oleg Wierietiennikow (Rotor)
2. Ilja Cymbałar (Spartak M.)
3. Bachwa Tiediejew (Dinamo M.)

Prawi napastnicy
1. Nikołaj Pisariew (Spartak M.)
2. Wiktor Panczenko (KAMAZ)
3. Oleg Jełyszew (Tiekstilszczik)

Lewi napastnicy
1. Władimir Biesczastnych (Spartak M.)
2. Ilszat Fajzulin (CSKA)
3. Walerij Jesipow (Rotor)